# Skilift Hohstock
| Skilift Hohstock      | Skilift Hohstock                                           |
| --------------------- | ---------------------------------------------------------- |
|                       |                                                            |
| Lage:                 | Skigebiet Belalp, Blatten VS CH                            |
| Gebirge:              | Schweizer Alpen Jungfrau-Aletsch                           |
| Gesamtlänge:          | 1.518 m                                                    |
| Höhendifferenz:       | 450 m 2.663 m {\displaystyle \mathrm {\nearrow } } 3.113 m |
| Talstation:           | 46° 23′ 49,8″ N, 7° 58′ 37″ O                              |
| Bergstation:          | 46° 24′ 19,6″ N, 7° 57′ 50,2″ O                            |
| Fahrt                 |                                                            |
| Dauer:                | 8 Minuten                                                  |
| Geschwindigkeit:      | 3,2 m/s                                                    |
| Beförderungsleistung: | 1.000 Personen / h                                         |
| Hintergrund           |                                                            |
| Besitzer:             | Belalp Bahnen AG                                           |
| Eröffnung:            | 1982                                                       |
| Kontakt:              | www.belalp.ch/                                             |

Der Skilift Hohstock ist ein 1518,6 Meter langer Skischlepplift, der als Teil des Skigebiets Belalp im schweizerischen Kanton Wallis von der Talstation Hohbiel in 2663 Metern Höhe zur Bergstation (3113,2 Meter) am Hohstock führt. Der Skilift Hohstock wurde 1982 von der Firma Küpfer gebaut und wird von der Belalp Bahnen AG betrieben.
Der Skilift Hohstock verwendet zwei Zugseile mit einem Durchmesser von 21,5 mm. Sie werden von einem Motor mit einer Leistung von 220 kW angetrieben. Der Skilift Hohstock verfügt über 19 Stützen. An zwei Stützen erfolgt eine Richtungsänderung, je einmal nach links und nach rechts. Dabei werden die normalerweise horizontal nebeneinander verlaufenden Zugseile vertikal gestellt, so dass die Halterung des Bügelseils jeweils außen liegt, während die Seile über die Umlenkrollen geführt werden. Diese aufwändige Konstruktion des Schweizer Herstellers Küpfer wurde nur selten ausgeführt und ist inzwischen nur noch an diesem Lift in Gebrauch. Ebenfalls bemerkenswert ist an der Anlage, dass die letzte Stütze als Hängestütze ausgeführt ist, da hier keine Stütze im Gletschereis verankert werden konnte. Sie hängt an Seilen von den umliegenden Felswänden.
Vom Lift aus führen zwei schwarze Abfahrten ins Tal: #1 Tunnel Westseite nach einer Tunneldurchfahrt zum Schönbiel (2300 m) und  #2 Hülsen entlang des Liftes zurück zur Talstation Hohbiel.
Das britische Ski-Magazin InTheSnow führt den Lift 2022 mit Hinweis auf die Konstruktionsmerkmale unter den sechs Anlagen weltweit auf, die man nicht verpassen sollte.
Seilbahn TV beschreibt die Konstruktion ausführlich in ihrem Video und bewertet sie als „herausragend“.